# Le portrait mysterieux
Le portrait mysterieux (Il ritratto misterioso) è un cortometraggio diretto da Georges Méliès (Star Film 196) della durata di circa un minuto in bianco e nero.
L'effetto più spettacolare del film è quello di Méliès che dialoga con un suo ritratto, ottenuto tramite l'impressione della pellicola in due momenti diversi con un mascherino e relativo contromascherino.

## Trama
Méliès è sul palco del teatro e mostra una vistosa cornice rettangolare. La scenografia dietro cambia, arrotolando un telo dipinto, e nel frattempo Méliès mette dietro la cornice uno sfondo e poi uno sgabello. Poi, come per magia, nel quadro appare un ritratto di Méliès (da notare la sfocatura che dissolve tra il passaggio dallo sfondo normale all'inserto filmato del ritratto), che inizia a chiacchierare con l'originale.